# Sentier de grande randonnée 441
Le sentier de grande randonnée 441 (GR 441) décrit une boucle autour de la chaîne des Puys dans le Puy-de-Dôme.
Ce parcours relie au nord la ville de Volvic au lac de Servières au sud. Il emprunte à l'est la chaîne des Puys, passant par le sommet de plusieurs puys dont le puy de Dôme, et à l'ouest la vallée de la Sioule.
Il existe deux variantes qui permettent de raccourcir le parcours : le GR 441A qui relie le col de Ceyssat à la commune d'Olby, et le GR 441B, légèrement plus au sud, qui relie les communes de Saint-Genès-Champanelle (près du puy de Lassolas) et d'Olby.
Le GR 441 est situé intégralement dans le parc naturel régional des Volcans d'Auvergne.